# 808-ма окрема бригада підтримки (Україна)
808-ма Дністровська окрема бригада підтримки (808 ОБрП, в/ч А3955) — військова частина інженерних військ Збройних сил України чисельністю в бригаду. Дислокується в м. Білгород-Дністровський Одеської області.

## Історія
У 1992 році, після ліквідації Радянського Союзу, 194-й понтонно-мостовий полк увійшов до складу Збройних сил України, а військовослужбовці полку склали присягу на вірність українському народові.
1 грудня 1994 року згідно директиви Міністерства оборони почалось формування 23-ї понтонно-мостової бригади Південного оперативного командування.
Розпорядженням від 1 грудня 1998 року колектив бригади був нагороджений перехідним прапором Одеської обласної державної адміністрації «Найкращій військовій частині Одеського військового округу».
Влітку 2000 року 23-тя бригада під керівництвом полковника С.Козловського навела понтонну переправу через Південний Буг у Миколаєві, яка замінила собою відремонтований згодом Варварівський міст.
У жовтні 2002 року бригаду переформували у 808-й понтонно-мостовий полк. На той час у Збройних силах України існувало лише дві інженерно-будівельні частини — 808-й полк та 210-та понтонно-мостова бригада в м. Києві. Після розформування 210-ї понтонно-мостової бригади на частину повністю було покладена задача з ліквідації наслідків таких стихійних лих як повені, паводки.
До початку російської агресії військовослужбовці частини щорічно допомагали боротися з наслідками зимової стихії на Одещині, а також розміновували снаряди часів Другої світової.

### Російська збройна агресія
Особовий склад частини бере участь в АТО на сході країни
У 2015 році полк брав участь у тактичних навчаннях артилерійських військ берегової оборони ВМС України, що проходили в Одеській області на Дністровському лимані.
20 січня 2017 року понтонно-мостовий полк вперше відвідав начальник інженерних військ Збройних сил України полковник Юрій Лукашик. За результатами 2016 року 808-й понтонно-мостовий полк визнано кращою частиною інженерних військ України. Тому під час роботи в полку полковник Юрій Лукашик вручив колективу почесний кубок — Краща інженерна частина Збройних Сил України 2016 року. Було оголошено про намір збільшити кадровий склад понтонного полку в 1.5 рази найближчим часом, а до кінця 2017 року — удвічі.
22 січня 2017 року полк провів тренування із приведення у вищі ступені бойової готовності, за якими спостерігав начальник інженерних військ. Військовослужбовці відпрацювали комплекс дій з оповіщення та збору особового складу за тривогою, отримання зброї, розподілу для виконання подальших завдань. В парку частини військові інженери у встановлені нормативами терміни завели та вишикували у колони автомобільну та спеціальну техніку, продемонструвавши повну готовність за наказом до виходу у визначений район для виконання завдань за призначенням.
7 вересня 2017 року загинув солдат Ревіцький Артур Анатолійович.
26 травня 2020 року 40 одиниць військової техніки та більше 50 чоловік особового складу брали участь у відновленні автомобільного мосту над затокою Каховського водосховища поблизу села Олексіївка на Дніпропетровщині.
6 грудня 2022 року 808 окремий полк підтримки Сил підтримки Збройних Сил України указом Президента України Володимира Зеленського відзначений почесною відзнакою «За мужність та відвагу».
1 жовтня 2024 року Володимир Зеленський присвоїв бригаді почесне найменування «Дністровська».

## Структура
- управління (в тому числі штаб)
- понтонно-мостовий батальйон[14]
- батальйон плаваючих машин
- підрозділи забезпечення

## Втрати
- 28 вересня 2024 — Гложик Володимир. 18.09.1992, м. Макіївка Донецької області [15]